# Russländisch
Das Wort russländisch ist eine Lehnübersetzung aus dem Russischen, mit dem versucht wird, den Begriff российский (rossijskij) – das Adjektiv zum Substantiv Россия (Rossija) – ins Deutsche zu übersetzen. In gleicher Weise wird der Begriff россиянин (rossijanin, Staatsbürger Russlands) bisweilen mit dem Wort Russländer wiedergegeben. Die Übersetzung von rossijski in russisch ist ungenau, weil rossijski sich nicht auf die russische Ethnie oder die russische Sprache bezieht (hierfür gibt es das Adjektiv русский [russkij]), sondern auf Russland und Personen mit russischer Staatsbürgerschaft, bei denen es sich nicht notwendig um (ethnische) Russen handelt.

## Verwendung
Mit der Unterscheidung wird auch auf die Befindlichkeiten und das Nationalgefühl der ethnischen Minderheiten in Russland Rücksicht genommen. Eine vorwiegend von Tataren bewohnte Stadt würde im Russischen zwar als russländische Stadt, nicht aber als russische Stadt bezeichnet werden. Analog zur Unterscheidung zwischen russisch und russländisch wird im Russischen auch zwischen Russe (russki) bzw. Russin (russkaja) und Russländer (rossijanin) bzw. Russländerin (rossijanka) differenziert. Ein Tatare, der Staatsbürger Russlands ist, ist demnach zwar kein Russe, wohl aber ein Russländer.
In jenen Fällen, in denen eine klare Unterscheidung zwischen Staat und Ethnie beziehungsweise Sprache gewünscht ist, wird in wissenschaftlichen Publikationen gelegentlich das Wort russländisch verwendet. Umgangssprachlich und im offiziellen Sprachgebrauch werden aber nur die Begriffe russisch und Russe verwendet.
Das Russische kennt auch bei anderen Ländern eine ähnliche Unterscheidung, so beispielsweise auch für deutsch, das entweder mit немецкий [nemezkij] „auf die deutsche Ethnie, Kultur oder Sprache bezogen“ oder mit германский [germanskij] „auf den deutschen Staat bezogen“ übersetzt wird (z. B. немецкий язык [nemezki jasyk] „deutsche Sprache“, aber Германская Демократическая Республика [Germanskaja Demokratitscheskaja Respublika] „Deutsche Demokratische Republik“). Ebenso lassen sich auch rossijanin als Staatsbürger Russlands oder российский город [rossijskij gorod] als Stadt in Russland bei Bedarf übersetzen, ohne dass dazu das Adjektiv russländisch benötigt wird.